# Microplitis striatus
Microplitis striatus är en stekelart som beskrevs av Muesebeck 1922. Microplitis striatus ingår i släktet Microplitis och familjen bracksteklar. Inga underarter finns listade i Catalogue of Life.